# Volkslied van Bonaire
Het volkslied van Bonaire is sinds 1964 Tera di Solo y Suave Biento (Nederlands:Het land van Zon en Zachte Wind). De compositie heette aanvankelijk Himno Boneriano en was van de Antilliaanse musicus J.B.A. (Tonie) Palm. De officiële tekst is in het Papiaments en werd geschreven door Hubert Booi.

## Tekst
| Papiaments | Nederlands |
| --- | --- |
| Tera di Solo i suave bientu Patria orguyoso salí fo'i laman Pueblo humilde i sèmper kontentu di un kondukta tur parti gabá Pues laga nos trata tur dia pa sèmper nos Boneiru ta mentá Pa nos kanta den bon harmonía Dushi Boneiru nos Tera stimá Laga nos tur komo Boneriano Uni nos kanto; alsa nos bos nos ku ta yu di un Pueblo sano sèmper kontentu sperando den Dios Ningun poder lo por kita e afekto Ku nos ta sinti pa e Isla di nos Maske chikitu ku su defekto nos ta stim'ele ariba tur kos. | Land van zon en zachte bries Trots vaderland, verrezen uit de zee Bescheiden volk, altijd tevreden met een alom geroemd gedrag Laat ons dus elke dag proberen om ons Bonaire een goede naam te geven Om zo in goede harmonie te zingen: Heerlijk Bonaire, ons geliefd vaderland Laat ons allen als Bonaireanen Samen zingen en onze stemmen verheffen Wij, als kinderen van een gezond volk, altijd gelukkig, gelovend in God Geen kracht kan ons deze liefde afnemen Zoals wij die voelen voor ons eiland Ondanks dat het klein is en niet volmaakt Wij houden ervan boven alles |